# Сен-Поль-ан-Форе
Сен-Поль-ан-Форе́ (фр. Saint-Paul-en-Forêt) — коммуна на юго-востоке Франции в регионе Прованс — Альпы — Лазурный берег, департамент Вар, округ Драгиньян, кантон Рокбрюн-сюр-Аржан.
Площадь коммуны — 20,26 км², население — 1470 человек (2006) с выраженной тенденцией к росту: 1733 человека (2012), плотность населения — 86,0 чел/км².

## Население
Население коммуны в 2011 году составляло — 1701 человек, а в 2012 году — 1733 человека.
| 1962 | 1968 | 1975 | 1982 | 1990 | 1999 | 2005 | 2006 | 2010 | 2011 | 2012 |
| ---- | ---- | ---- | ---- | ---- | ---- | ---- | ---- | ---- | ---- | ---- |
| 225  | 433  | 557  | 578  | 812  | 1139 | 1445 | 1470 | 1675 | 1701 | 1733 |

Динамика населения:

## Экономика
В 2010 году из 1014 человек трудоспособного возраста (от 15 до 64 лет) 717 были экономически активными, 297 — неактивными (показатель активности 70,7 %, в 1999 году — 61,0 %). Из 717 активных трудоспособных жителей работали 639 человек (343 мужчины и 296 женщин), 78 числились безработными (38 мужчин и 40 женщин). Среди 297 трудоспособных неактивных граждан 80 были учениками либо студентами, 90 — пенсионерами, а ещё 127 — были неактивны в силу других причин.
На протяжении 2010 года в коммуне числилось 618 облагаемых налогом домохозяйств, в которых проживало 1623,5 человека. При этом медиана доходов составила 18 823 евро на одного налогоплательщика.